# Capilla Schönborn
La capilla [de los] Schönborn (en alemán: Schönbornkapelle) es una capilla funeraria de la familia de Schönborn erigida al final del crucero norte de la catedral de Wurzburgo, en Baviera, uno de los edificios barrocos más bellos de Alemania.
La capilla fue encargada por el príncipe-obispo Johann Philipp Franz von Schönborn al arquitecto Maximilian von Welsch. Los trabajos comenzaron en 1721 y en 1723 Balthasar Neumann participó en el proyecto. La edificación estaba lista en 1724. A Johann Lukas von Hildebrandt se deben ciertas modificaciones. La capilla fue consagrada en 1736. Antonio Giuseppe Bossi fue el autor en 1734 de la obra de estuco, mientras que los frescos fueron realizados por Johann Rudolf Byss.
Entre las personalidades enterradas en la capilla están el príncipe-obispo Lothar Franz von Schönborn, príncipe-arzobispo de Maguncia y obispo de Bamberg († 1729); el príncipe-obispo Frédéric-Charles de Schönborn-Buchheim, príncipe-obispo de Wurzburgo y Bamberg y vicecanciller del Sacro Imperio Romano Germánico († 1746); Johann Philipp Franz von Schönborn, quien fue consagrado en 1719 obispo de Wurzburgo († 1724).
Se puede ver la capilla de Schönborn desde la residencia de Wurzburgo desde la Hofstraße, para que los príncipes-obispos de Schönborn pudieran ver su última morada con sus propios ojos.
La capilla apareció en los billetes de 50 marcos de las series 1989-2001, cerca del retrato de Balthasar Neumann.

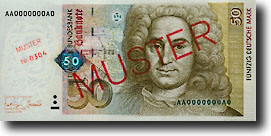
Billetes de 50 marcos con el retrato de Neumann.

## Referencias

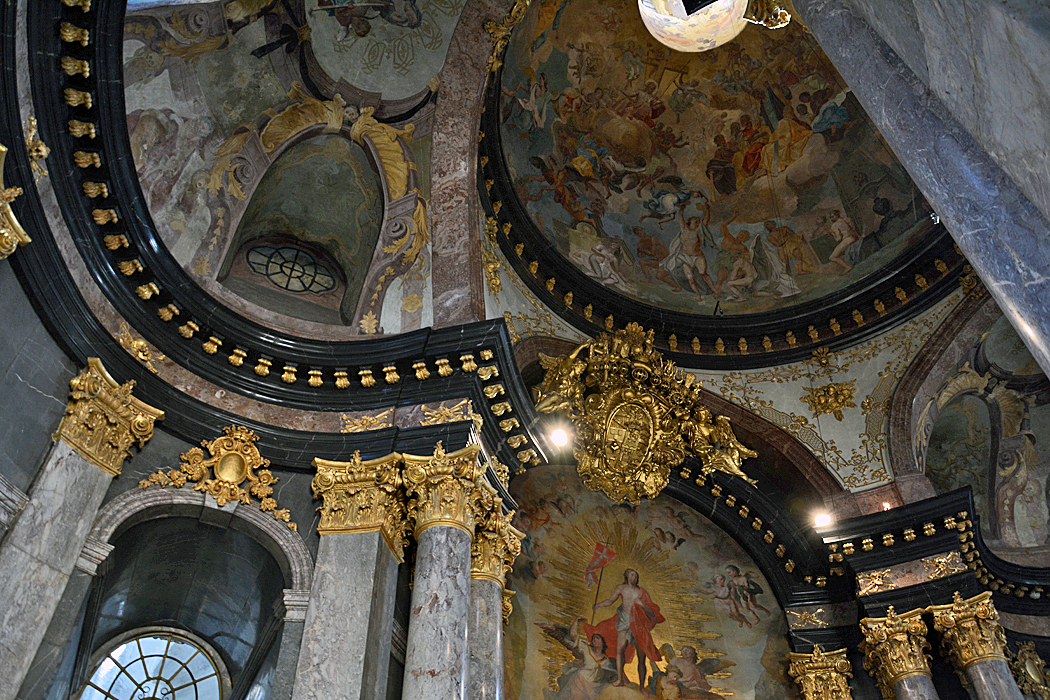
Detalles interiores de la capilla de los Schönborn.

## Enlaces externos

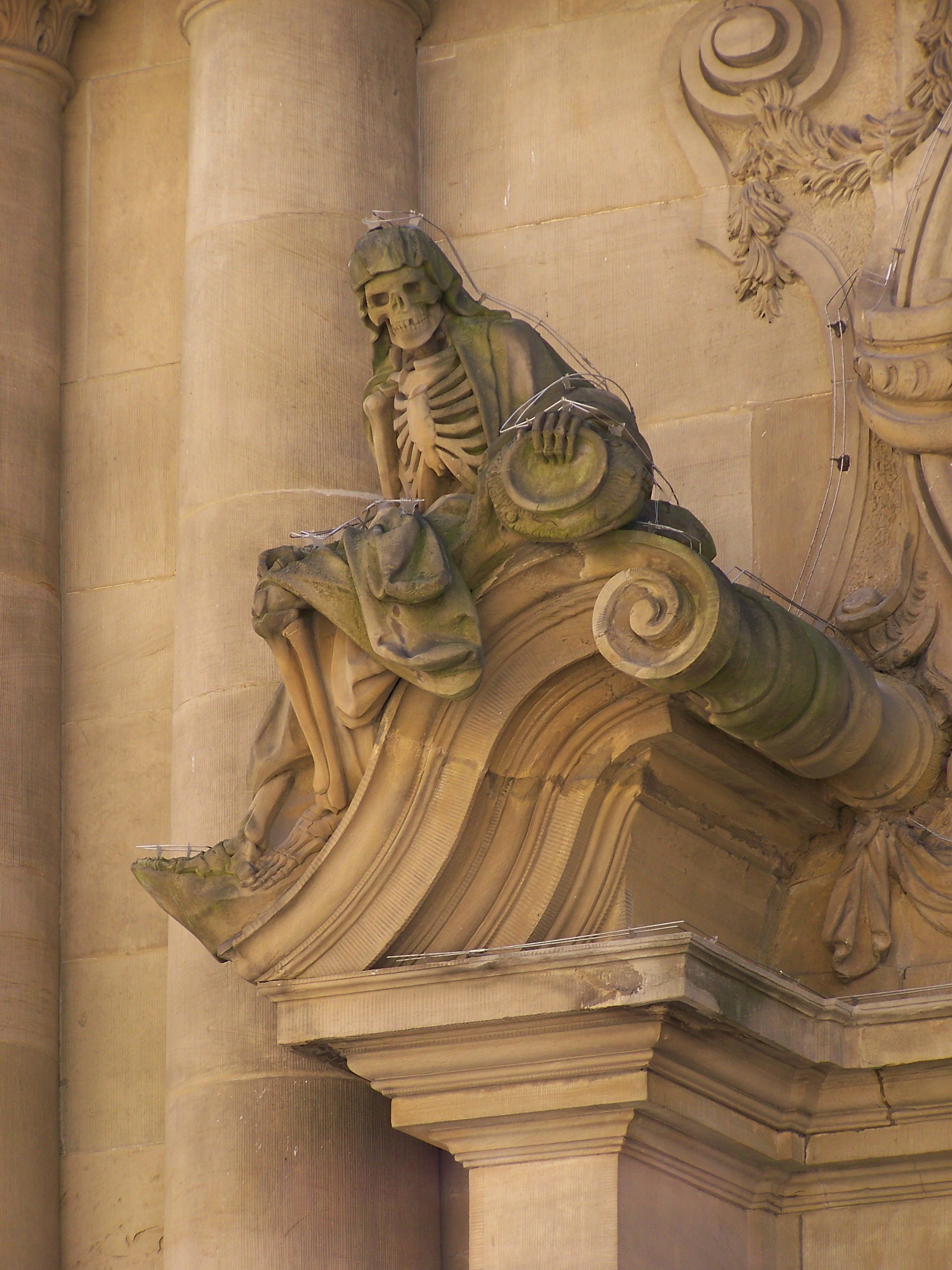
Detalle del portal